# Triclosan
Triclosanul este un compus organic cu efect antibacterian și antifungic, fiind adăugat în unele produse precum cosmetice (paste de dinți, săpunuri, detergenți). Este similar cu triclocarbanul.
Compusul a fost devoltat în anii 1960.